# Farmaceutická fakulta Masarykovy univerzity
Farmaceutická fakulta Masarykovy univerzity je v pořadí šestá fakulta Masarykovy univerzity v Brně. Původně fungovala v letech 1952–1960, kdy navazovala na studium farmacie na přírodovědecké a posléze lékařské fakultě této univerzity. V roce 2020 byla obnovena přechodem stávající Farmaceutické fakulty Veterinární a farmaceutické univerzity Brno pod Masarykovu univerzitu.

## Historie

### Počátky (1945–1952) a původní fakulta (1952–1960)

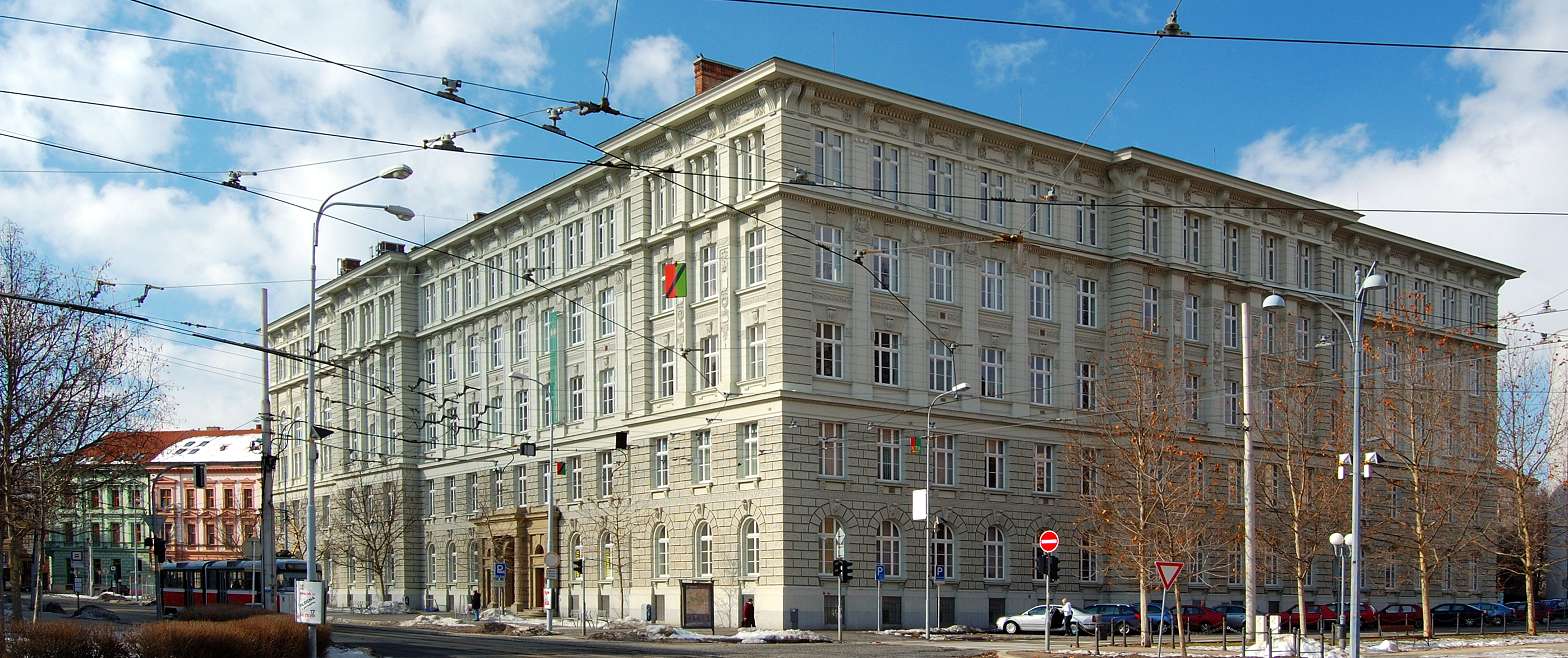
Budova bývalé farmaceutické fakulty Masarykovy univerzity v Joštově ulici

Farmaceutické studium bylo zahájeno na přírodovědecké fakultě 1. prosince 1945 nejprve jako dvouleté; posléze byla od podzimu 1948 stanovena jeho délka na čtyři roky a studium přičleněno k fakultě lékařské. Za patnáct let trvání farmaceutického studia na Masarykově univerzitě jím prošlo 1845 studentů, což odpovídalo 39 % tehdejšího počtu lékárníků v Československu.
Samostatná farmaceutická fakulta vznikla na Masarykově univerzitě na základě vládního nařízení k 1. září 1952, slavnostně zahájila provoz 28. listopadu téhož roku. Jejím prvním děkanem se v letech 1952–1955 stal profesor farmakognozie Vladimír Homola. V letech 1956–1960 byl druhým a posledním děkanem fakulty profesor farmaceutické botaniky Miroslav Penka.
Fakulta sídlila v dnešní Joštově ulici v budově bývalé Německé vysoké technické školy (od roku 2005 sídlo fakulty sociálních studií). Měla osm kateder dále členěných do mnoha oddělení a pro potřeby fakulty vznikla i zahrada léčivých rostlin na Kraví hoře a fakultní lékárna na Orlí ulici. Podle statistiky z roku 1956 odcházelo 75 % absolventů pracovat do lékáren (těch bylo tehdy v Brně 37) a pouze 5–7 % nacházelo zaměstnání ve farmaceutickém průmyslu.

### Přesun studia farmacie do Bratislavy (1960), obnovení fakulty v Brně (1991)
Již v letech 1956–1957 se až na úrovni vlády diskutovalo o možnosti přesunout studium farmacie z Brna na Univerzitu Palackého v Olomouci, k čemuž nakonec nedošlo.
Na základě centralizačního vládního nařízení byla však nakonec k 1. září 1960 Farmaceutická fakulta Masarykovy univerzity zrušena a studium bylo sloučeno s Farmaceutickou fakultou Univerzity Komenského v Bratislavě – rovněž existující od roku 1952 – která se tím na devět let stala jedinou fakultou tohoto oboru v celém Československu (do vzniku Farmaceutické fakulty Univerzity Karlovy se sídlem v Hradci Králové v roce 1969).
Archivní materiál týkající se univerzitního farmaceutického studia v Praze a v Brně do roku 1960, který byl dosud uložen v Archivu Univerzity Komenského v Bratislavě, byl v březnu 1997 převzat Archivem Masarykovy univerzity.
V roce 1991 vznikla Farmaceutická fakulta Vysoké školy veterinární (později Veterinární a farmaceutická univerzita Brno, VFU Brno), která navázala na výuku farmacie v Brně.

### Obnovení fakulty pod Masarykovu univerzitu (2020)
O přechodu farmaceutické fakulty z VFU Brno na MU začali představitelé obou univerzit jednat na podzim 2019, po nástupu Martina Bareše do funkce rektora Masarykovy univerzity.
Přechod farmaceutické fakulty z VFU Brno na MU k 30. červnu 2020 schválil akademický senát VFU Brno 8. dubna 2020. Poněvadž zákon přesun fakult mezi univerzitami neumožňuje, stávající Farmaceutická fakulta VFU Brno k 30. červnu 2020 byla formálně zrušena a k 1. červenci 2020 namísto ní byla zřízena obnovená Farmaceutická fakulta MU. Jednání senátu MU o vzniku nové farmaceutické fakulty proběhlo 4. května 2020. Senáty obou univerzit též vyjádřily souhlas s uzavřením potřebných smluv zajišťujících podmínky přesunu. Ty umožnily studentům bez přerušení pokračovat v započatých studiích na nově vzniklé fakultě na MU a zajistily přechod na MU též všem zaměstnancům FaF VFU Brno. Pokračování výuky prozatímně pokračuje ve stávajících prostorách v areálu VFU, které si Masarykova univerzita pronajala na pět let. Do budoucna se počítá s tím, že by se fakulta stala součástí areálu Univerzitního kampusu Bohunice, kde sídlí také lékařská fakulta. Podle Aloise Nečase, rektora VFU, je další zkvalitňování farmaceutického vzdělávání možné právě po propojení institucionálního zázemí farmacie a humánní medicíny.
Masarykova univerzita si od návratu fakulty pod svá křídla slibovala příležitost větší spolupráce dosavadních studentů a zaměstnanců MU s novými kolegy a spolužáky v oboru farmacie. S ohledem na historický kontext, kdy byla farmaceutická fakulta součástí Masarykovy univerzity už v letech 1952–1960, je v historickém pořadí fakult uváděna jako šestá, tj. před později založenými fakultami ekonomicko-správní (1990), informatiky (1994), sociálních studií (1998) a sportovních studií (2002).

## Seznam děkanů
1. Vladimír Homola (1952–1955)[7]
2. Miroslav Penka (1956–1960)[8]
fakulta zrušena
3. Radka Opatřilová (2020–2021 pověřena řízením)[16]
4. David Vetchý (od 2021)[17]